# Virginia Brown
Virginia Brown (* 11. Oktober 1940 in Lake Providence, Louisiana; † 4. Juli 2009 in Cambridge (Massachusetts)) war eine US-amerikanische Mittellatinistin.

## Leben
Virginia Brown studierte am Manhattanville College of the Sacred Heart in New York mit dem Hauptfach Lateinische Literatur und an der University of North Carolina at Chapel Hill. Sie setzte ihr Studium am Classics Department der Harvard University fort und wurde dort 1969 bei Wendell Vernon Clausen promoviert. 1966 bis 1968 verbrachte sie an der American Academy in Rome und erwarb in Rom auch das Diplom der  Scuola Vaticana di Paleografia, Diplomatica e Archivistica. 1968 bis 1970 arbeitete sie als Assistentin von Elias Avery Lowe am Institute for Advanced Study in Princeton am letzten, dem Supplementband, der Codices Latini Antiquiores, den sie nach Lowes Tod fertigstellte. 1970 wurde sie als erster weiblicher Laie Fellow und später Professor am Pontifical Institute of Mediaeval Studies in Toronto. 1983 heiratete sie James Hankins. 2006 trat sie in den Ruhestand.
Sie wurde international als die bedeutendste Expertin für die Beneventana anerkannt und war in das Comité international de paléographie latine gewählt worden. 1996 wurde sie korrespondierendes Mitglied der Zentraldirektion der Monumenta Germaniae Historica und 2006 Ehrenbürgerin von Benevent.
Seit 2010 veranstaltet das Center for Epigraphical and Palaeographical Studies  der Ohio State University jährlich die Virginia Brown Memorial Lecture, die 2020 und 2021 pandemiebedingt ausfiel. Am Center wurde 1995 die Virginia Brown Fellowship eingerichtet, und wurde bisher (2022) elfmal vergeben, erstmals 2001 an Ruth Monreal von der Universität Tübingen.

## Schriften (Auswahl)
- The textual transmission of Caesar's Civil war. Leiden 1972, OCLC 1096242817.
- (Hrsg.): Giovanni Boccaccio: Famous women. Cambridge 2001, ISBN 0-674-00347-0.
- mit Sarah Knight (Hrsg.): Leon Battista Alberti: Momus. Cambridge 2003, ISBN 0-674-00754-9.
- Terra Sancti Benedicti. Studies in the palaeography, history and liturgy of medieval southern Italy. Rom 2005, ISBN 88-8498-165-4.